# Bahnhofstraße 5 (Quedlinburg)

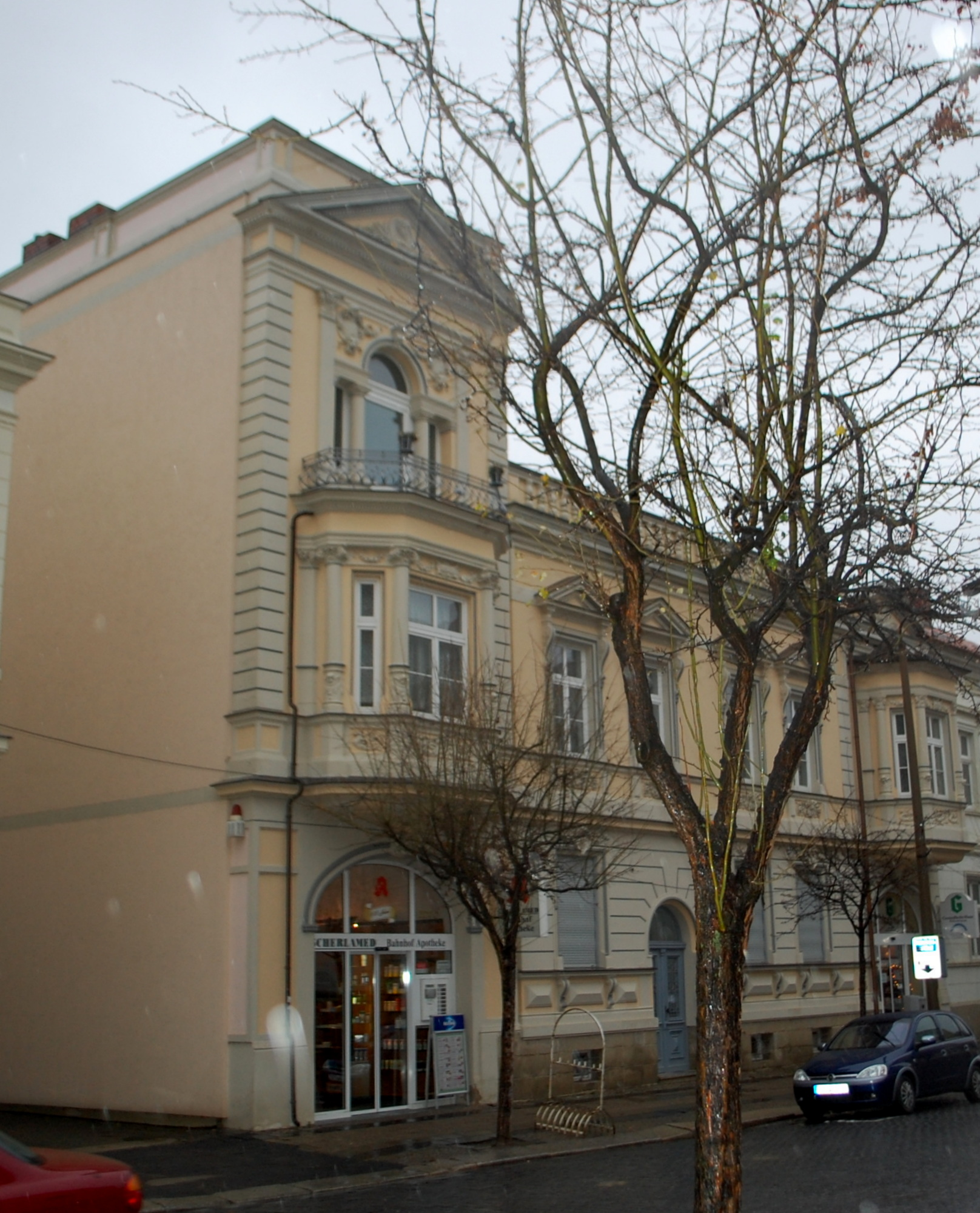
Villa Bahnhofstraße 5

Das Haus Bahnhofstraße 5 ist ein denkmalgeschütztes Gebäude in der Stadt Quedlinburg in Sachsen-Anhalt.

## Lage
Das Gebäude ist im Quedlinburger Denkmalverzeichnis als Wohnhaus eingetragen und befindet sich südöstlich der historischen Quedlinburger Altstadt. Südöstlich grenzt das gleichfalls denkmalgeschützte Haus Bahnhofstraße 6 an.

## Architektur und Geschichte
Das im Stil des Historismus gestaltete Gebäude entstand auf einem Grundstück, dass sich seit 1888 im Eigentum der Bauunternehmerfamilie Riefenstahl befand. Vermutlich führten die Riefenstahls den Bau des Hauses auch selbst durch. Stilistisch werden Gestaltungselemente des Barock und des Klassizismus zitiert.